# Фортеця Сан-Франсіску-ду-Пенеду
Фортеця Сан-Франсіску-ду-Пенеду (порт. Forte de São Francisco do Penedo) розташована в портовому місті Луанда, Ангола.

## Історія
У 17 столітті за наказом португальського короля Філіпа II була створена комісія для вивчення способів укріплення стратегічного портового міста Луанда.
Однією з очікуваних споруд для захисту міста Луанда була фортеця Пенеду. Отже, поява фортеці гарантуватиме безпеку від європейської окупації, даючи опір мережі перевезення рабів, яких відправляли до Америки з гавані Луанда.
Фортеця Пенеду з моменту свого спорудження була одним із ключових засобів захисту гавані Луанди. І таємно розміщала рабів та забезпечувала їхню відправку на землі «Нового Світу» (Америка).
Нова фортеця була побудована між 1765 і 1766 роками і також використовувалася як в'язниця португальської політичної поліції.
Ця фортеця погано збереглася через свій вік і її діяльність як в'язниці.

## Статус Світової спадщини
22 листопада 1996 року це місце було додано до попереднього списку Світової спадщини ЮНЕСКО в категорії «Культура».